# Sorin Copilul de Aur
Sorin-Cristian Alecu, cunoscut sub pseudonimul de Sorinel Copilul de Aur, (n. 24 februarie 1990, satul Frumușani, județul Călărași) este un cântăreț român de manele de etnie romă. El a jucat într-un film numit Poveste de cartier (2008).

## Activitate

### Interpret de manele
S-a născut într-o familie săracă și numeroasă; numele tatălui său este Florin Alecu, iar cel al mamei Florentina Alecu (născută Roșu). Sorin a debutat în anul 2003. Succesul obținut i-a permis după un an de activitate să își întrețină părinții și cei șase frați. Mai târziu s-a stabilit la reședința compozitorului și producătorului muzical Dan Bursuc.
A susținut concerte în orașe ale României și mai târziu, în Europa. Din repertoriul cântărețului se cuvine a fi amintite piesele: „Ce rost au zilele mele”, „M-am îndrăgostit de tine”, „Viața mea fără tine n-are rost” ș.a.
Dincolo de cariera solistică, Alecu a înregistrat în anii 2005-2006 un număr de piese alături de interpreta Laura Vass, duetul (supranumit „de Aur”) mimând prin versuri și videoclipurile realizate un cuplu de îndrăgostiți (din această perioadă se remarcă piesele „Suntem două briliante” și „Nu vreau banii tăi”).
Un moment controversat în cariera lui Sorin Alecu a fost producerea unui videoclip la Opera Națională din București, ce a scandalizat personalități publice precum ministrul culturii Adrian Iorgulescu și lingvistul George Pruteanu. Piesa disputată, distanțată stilistic de registrul manelelor, se numește „La culcare, noapte bună”; versurile descriu povestea unei despărțiri și îngrijorarea iubitului pentru destinul celei pe care a pierdut-o.
În iunie 2008, cântărețul a lansat primul material discografic în duet cu fratele său, Adi de Adi, cei doi intitulându-se Frații de Aur. Mai apreciate sunt piesele „Când e frate lângă frate” și „Noi nu ne-am născut bogați”.

### Actor
În luna mai 2008 s-a lansat filmul de lung-metraj Poveste de cartier, în care Sorin Alecu joacă rolul principal. Pelicula este descrisă de producători ca fiind primul musical românesc. În distribuție figurează actorii Florin Călinescu și Mădălina Ghițescu.

## Filmografie
- Poveste de cartier (2008) – Viorel